# Jean-Louis Barailler
Pour les articles homonymes, voir Barailler (homonymie).
Jean-Louis Barailler, né en 1943, est un ancien pilote de rallye français.

## Biographie
Il débuta la compétition automobile sur Triumph TR3, et devient pilote officiel de la marque en France dès sa quatrième course en 1966. Il passa ensuite chez Alfa Romeo sur une GTA 1600 à la fin de l'année 1968, à la place de son frère aîné Jean-Pierre (quant à lui en carrière de 1963 à 1974, 3e de la ronde Cévenole sur Alfa Romeo 2000 GTAm en 1970, 1er du Groupe 1 en 1973, et 5e en 1967), et y resta jusqu'en 1971. De là il intégra l'écurie Opel, implantée à Marseille, sur Ascona (avec de nombreux succès en Gr.1 durant deux ans) puis Commodore GSE en 1974, toujours en Gr.1, achevant définitivement sa carrière en fin de saison.
Il cessa de concourir après le Critérium des Cévennes de 1974.
Il est désormais concessionnaire automobile Alfa Romeo en région PACA, tout comme l'était son père.

## Titre
- Vice-champion de France des rallyes du Groupe 1, en 1974 sur Opel Commodore;

## Victoires
- Rallye d'Antibes: 1967 et 1969 avec Maximilien Sibon, sur Triumph GT6 (6e en 1974);
- Rallye Pétrole-Provence : 1968 avec Maximilien Sibon, sur Triumph Spitfire 1300;
- Rallye de la Châtaigne; 1974 avec Joseph Pantalacci, sur Opel Commodore;
  - 2e du critérium Alpin (rallye Alpin-Behra), en 1968;
  - 2e de la Coupe des Alpes, en 1968;
  - 3e du Critérium Bayonne-Côte Basque, en 1974;
  - 3e du critérium Alpin, en 1969;
  - 4e du rallye de Lorraine en 1970;
  - 4e du rallye du Var en 1974.